# Fårösund
Fårösund est une localité du nord de l'île de Gotland en Suède, comptant 816 habitants en 2010. C'est également le nom du détroit séparant les îles de Gotland et de Fårö.
Fårösund est la ville la plus septentrionale de la municipalité de Gotland, dans le comté de Gotland, à environ 56 km au nord de Visby. Fårösund est située en bord de mer et surplombe l'île de Fårö. Elle est visitée par les touristes pendant l'été, mais c'est généralement une communauté tranquille en automne, en hiver et au printemps. Jusqu'au milieu des années 1900, c'était une petite station balnéaire tranquille ainsi qu'un terminal pour les ferries à destination de Fårö. Depuis février 2017, le gouvernement suédois tente de racheter l'ancien port naval et les installations connexes, face à l'opposition d'intérêts privés, notamment d'un oligarque russe, dans le cadre de la remilitarisation d'urgence de Gotland au cours de la seconde moitié des années 2010.
Fårösund est également le nom du détroit entre le "continent" de Gotland et Fårö.